# Pystira ephippigera
Espèce
Synonymes
- Hadrosoma ephippigerum Simon, 1885

Pystira ephippigera est une espèce d'araignées aranéomorphes de la famille des Salticidae.

## Distribution
Cette espèce est endémique de Sumatra en Indonésie.

## Description
Le femelle holotype mesure 5 mm.

## Publication originale
- Simon, 1885 : Arachnides recueillis par M. Weyers à Sumatra. Premier envoi. Annales de la Société Entomologique de Belgique, vol. 29, p. 30-39 (texte intégral).